# Latarnia uliczna

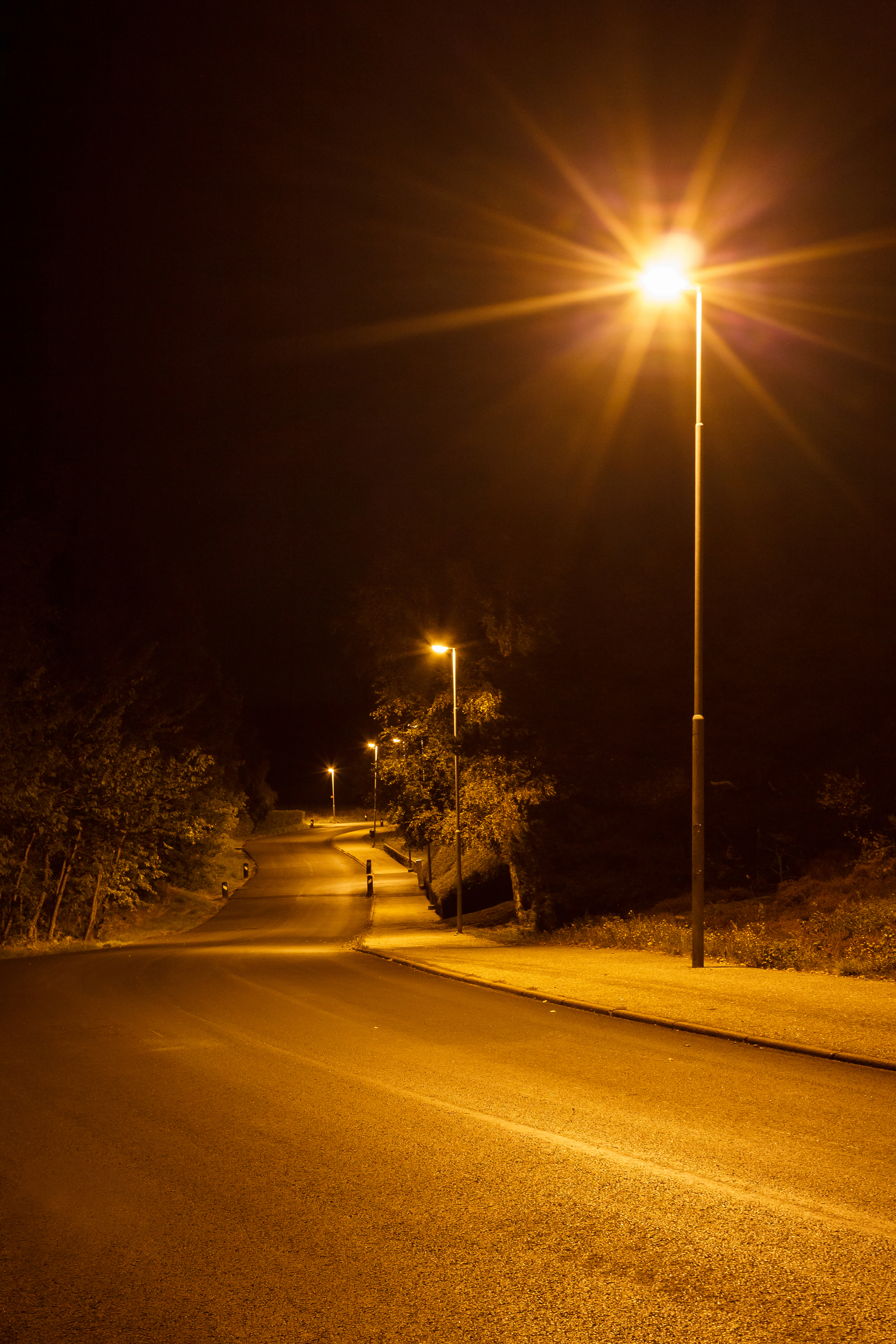
Latarnie uliczne oświetlające drogę

Latarnia uliczna – źródło światła w oprawie oświetleniowej wraz z konstrukcją ją podtrzymującą (słupem, wysięgnikiem lub przewieszką), mające za zadanie oświetlać ulice, chodniki i drogi (także alejki w parkach) w warunkach niedostatecznej widoczności – przede wszystkim nocą, ale także w czasie mgły, opadów atmosferycznych, zachmurzenia itp. – w miejscach, gdzie przebywać może wiele osób lub pojazdów.
Zazwyczaj latarnie ustawia się na skrzyżowaniach i wzdłuż ulic, a także poza miejscami zabudowanymi, np. wzdłuż ruchliwych autostrad, na rozjazdach, skrzyżowaniach oraz przejazdach kolejowo-drogowych. Oświetlenie ulic projektuje się na ogół tak, aby ograniczyć zanieczyszczenie świetlne, czyli zminimalizować część strumienia świetlnego skierowaną do góry i na boki, która nie służy poprawie widoczności na ziemi, a stanowi de facto marnowanie energii bezużytecznie rozpraszającej się w niebo i utrudnia obserwacje astronomiczne.
Pierwszymi lampami w oświetleniu ulicznym były lampy gazowe, następnie lampy żarowe, potem świetlówki, wysokoprężne lampy rtęciowe, niskoprężne lampy sodowe, wysokoprężne lampy sodowe, lampy metalohalogenkowe oraz z użyciem diod elektroluminescencyjnych, czyli lamp LED.

## Historia latarni

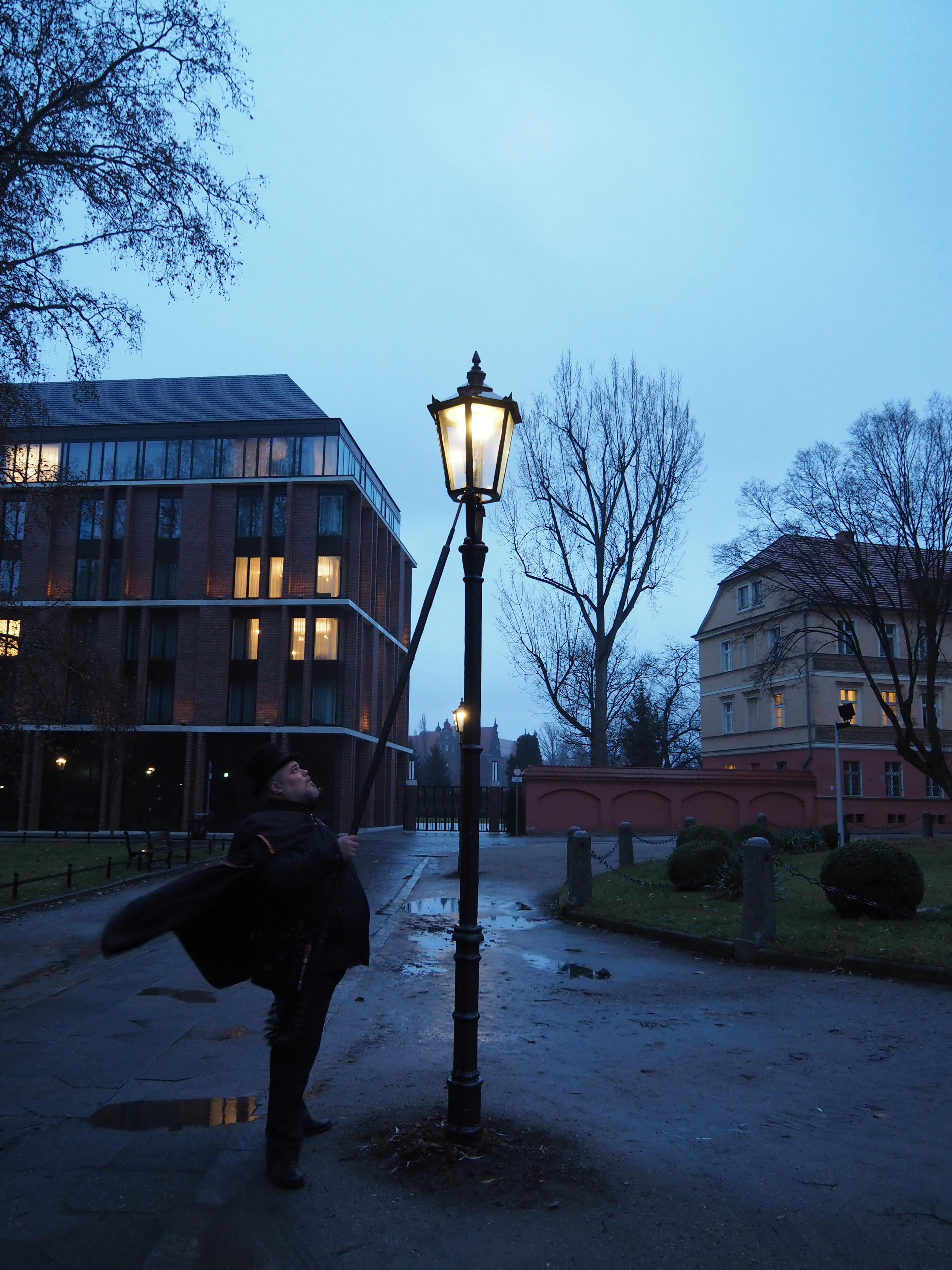
Wrocławski latarnik zapalający latarnię gazową

Lepsza widoczność okolicy na obszarach zamieszkanych przez ludzi, zapewniona dzięki oświetleniu ulicznemu, zmniejsza liczbę nieszczęśliwych wypadków komunikacyjnych (według różnych źródeł – spadek rzędu 30–45%), a także zmniejsza zagrożenie kryminalne. W czasach historycznych stosowano oświetlenie miejsc publicznych pochodniami, lampkami olejnymi, karbidowymi itp. Przyjmuje się, że pierwszy raz zastosowano je w Londynie, kiedy burmistrz tego miasta sir Henry Barton polecił w 1417 rozwieszać każdego wieczora zimą latarnie ze światłami pomiędzy Hallowtide i Candlemasse.
W XIX wieku coraz powszechniejsza dostępność nafty i wynalezionej przez Ignacego Łukasiewicza lampy naftowej oraz gazu miejskiego pozwoliła na użycie tych paliw do oświetlania skrzyżowań i ulic. Pierwsze latarnie gazowe zainstalowano w Londynie 1 maja 1814, według innych źródeł – w 1809; w Paryżu w 1819. Dla porównania, na obecnych ziemiach polskich latarnie olejowe instalowano jeszcze w I poł. XIX w., np. w Opolu od 1827 i Łodzi – od 1835 (zob. kalendarium miasta). Z kolei pierwsza na świecie uliczna lampa naftowa została uruchomiona w Gorlicach w 1854.
Później, wraz z postępem elektryfikacji, uliczne latarnie olejowe, naftowe i gazowe zostały zastąpione lampami elektrycznymi, najpierw łukowymi (na placu Zgody w Paryżu w 1843), potem żarowymi (31 grudnia 1879, 400 żarówek w Menlo Park, Nowy Jork, a 4 września 1882 – 14 tysięcy elektrycznych lamp ulicznych w Nowym Jorku), wreszcie fluorescencyjnymi, rtęciowymi i sodowymi. Jedynie w historycznych centrach miast (np. na Ostrowie Tumskim we Wrocławiu) do dziś zachowuje się jeszcze niekiedy lampy gazowe, dające znacznie łagodniejsze światło niż lampy elektryczne, ale wymagające na ogół codziennego ręcznego włączania o zmierzchu i gaszenia o świcie (istnieją jednak już rozwiązania techniczne umożliwiające wykonywanie tej czynności bez udziału latarnika).
W Niemczech oświetlenie gazowe utrzymywane jest nadal w 40 miastach; ogółem jest to 80 tys. lamp, z czego większość w Berlinie (44 tys.), Düsseldorfie (18 tys.), Frankfurcie nad Menem (5,5 tys.) i Moguncji (3 tys.).
W Polsce używa się ich obecnie jedynie w kilku miastach, oprócz Wrocławia (tu, od czasu postawienia pierwszych 23 maja 1847 do dziś utrzymywanych jest 90 latarni gazowych) – na warszawskich Bielanach i w kilku innych miejscach miasta (od 1856; 60 sztuk), m.in. na Agrykoli i przy Al. Szucha, w Krakowie przy gazowni i pod Sukiennicami, w Olsztynie (przy fosie koło Zamku Kapituły Warmińskiej, dwie latarnie), w Gorzowie Wielkopolskim i w nielicznych innych miejscowościach (np. dwie w Nowym Mieście nad Wartą).
Największym polskim producentem opraw oświetlenia drogowego w PRL były Zakłady Metalowe MESKO w Skarżysku-Kamiennej.

## Współczesne latarnie
Rozwój cywilizacyjny w II połowie XX wieku wpłynął na gwałtowne zwiększenie zapotrzebowania na jasno oświetlone jezdnie, chodniki, place i skwery.
W dużych miastach latarnie instaluje się zazwyczaj w regularnych odstępach – rzędu 15 do 60 metrów – wzdłuż ulic, zapewniając nocą dostateczną równomierność oświetlenia. Ich liczba jest obecnie znacznie większa niż w czasach latarni naftowych i gazowych: przykładowo w latach 50 XX w. we Wrocławiu, liczącym wówczas około 400 tys. mieszkańców, zainstalowanych było nieco ponad 5000 latarni gazowych i był to szczyt rozwoju oświetlenia ulic tą metodą w tym mieście. Lamp elektrycznych jest zaś obecnie kilkadziesiąt razy więcej.
Zazwyczaj instaluje się od jednej do kilku – nawet ośmiu – opraw oświetleniowych na jednym słupie, na wysięgnikach tak ukształtowanych, aby zapewnić jak najlepsze oświetlenie w najważniejszych obszarach w pobliżu słupa – np. na skrzyżowaniach bądź na ciągach dla pieszych. Niekiedy oprawy zawieszane są na linach (przewieszkach) rozciągniętych pomiędzy stojącymi na poboczach słupami lub ścianami budynków. Wysokość latarni nie jest stała i jest kompromisem pomiędzy równomiernością i szerokim zasięgiem (przy latarniach wysokich) a większą jasnością oświetlenia powierzchni ziemi uzyskiwaną z niższych lamp tej samej mocy i sprawności energetycznej i mieści się ona w zakresie od ok. 6 do 16 m, a czasami więcej. Niekiedy – jak w pobliżu lotniska Okęcie w Warszawie – instaluje się latarnie o szczególnie małej wysokości, aby zapewnić podchodzącym do lądowania samolotom dostatecznie duży margines bezpieczeństwa dla pułapu ich lotu. Także latarnie parkowe instalowane są na małej wysokości (poniżej 6 m).

Niemieckie oznaczenia latarni wyłączanych na część nocy

W niektórych miastach (np. w Austrii i w Niemczech) instalowane bywają dodatkowe wyłączniki zegarowe, zmniejszające jasność oświetlenia w czasie, kiedy ruch uliczny zmniejsza się istotnie. Latarnie, które mogą być wyłączane na część nocy, oznaczane są w Austrii i Niemczech specjalnym znakiem (jak na ilustracji) w kształcie prostokątnej białej tablicy z poziomym szerokim czerwonym pasem. Oświetlenie uliczne podłączone jest zawsze do oddzielnych obwodów elektrycznych. Współczesne latarnie elektryczne sterowane są zazwyczaj przez automatyczne sterowniki astronomiczne włączające latarnie o zmierzchu i gaszące o świcie w porze zależnej od pory roku lub wyłączniki zmierzchowe, włączające lampy w całej okolicy po pogorszeniu się warunków oświetlenia naturalnego i gaszące je, kiedy staje się już dostatecznie jasno. Urządzenia te mogą sterować większą ilością opraw lub być integralnym elementem każdej sztuki. W Polsce w małych miejscowościach i biedniejszych gminach dodatkowo w rozdzielnicach sterujących oświetleniem są zainstalowane zegary, które o określonej godzinie wyłączają oświetlenie. Takie zegary mają możliwość załączania i wyłączania obwodów kilka razy na dobę, dlatego oświetlenie mogą załączać ponownie tuż przed świtem. Oszczędności te praktykowano na szeroką skalę w okresie Polskiej Rzeczypospolitej Ludowej, także w mniejszych miastach.
Podczas trwania kryzysu poprzedzającego wprowadzenie stanu wojennego w Polsce w 1981, praktycznie od zimy stulecia 1979/1980, państwowe służby energetyczne poprzez wprowadzanie tzw. stopni zasilania wymuszały drastyczne oszczędności energetyczne poprzez wyłączanie prądu w całych kwartałach miast lub – czasem – przez wyłączenia znacznej ilości (czasem nawet wszystkich) latarń ulicznych w poszczególnych miastach i miejscowościach. Proceder ten trwał jeszcze przez pierwsze lata 80 XX w. Współcześnie w Polsce jednak unika się wyłączania oświetlenia poszczególnych ulic na rzecz redukcji mocy poszczególnych opraw po określonej godzinie lub włączania co drugiej latarni stojącej przy danej ulicy, niezależnie od rodzaju zainstalowanej lampy.
Na ustawianych współcześnie w Polsce latarniach ulicznych instaluje się zazwyczaj od jednej do kilku opraw oświetleniowych zawierających lampy sodowe, rtęciowe oraz metalohalogenkowe o mocy od 50 do 700 W oraz oprawy na LED. Na autostrady, drogi szybkiego ruchu i wszędzie tam, gdzie nie ma ruchu pieszego, stosuje się niskoprężne lampy sodowe o charakterystycznej pomarańczowej barwie światła. Cena kompletnej oprawy mieści się – w zależności od typu – w przedziale od 500 do 1000 złotych; koszt pojedynczej latarni jest jednak kilkakrotnie wyższy, obejmuje bowiem koszt samego słupa, jego ustawienia i wewnętrznego okablowania wraz z zabezpieczeniami, a także podłączenia do instalacji ulicznej.

## Przepisy europejskie dotyczące oświetlenia dróg
- EN 13 201 – 2003 Road lighting, Bruksela 2003 (wydana w Polsce jako PN-EN 13201)
- CEN/TR 13 201-1 – 2004 Road lighting – Selection of lighting classes, Bruksela 2004 (PN-CEN/TR 13201)

Zalecenia:
- Publication CIE – 115, Technical Report. Recommendations for the lighting of roads for motor and pedestrian traffic, Wiedeń 1995